# روستامودزا رحيموف
روستامودزا رحيموف (بالألمانية: Rustam Rachimow) (مواليد 16 فبراير 1975) هو ملاكم ألماني، مثّل بلاده في الألعاب الأولمبية الصيفية في دورتي 2004 و2008.

## روابط خارجية
روستامودزا رحيموف على موقع أوليمبيديا (الإنجليزية)